# Archambaud de Bourbon
Archambaud de Bourbon est le fils d'Archambaud VII, seigneur de Bourbon, et d'Agnès de Savoie.
Il naît le 29 juin 1140. En 1164, il épouse Alix de Bourgogne (surnommée Ala), fille d'Eudes II, duc de Bourgogne, et de Marie de Blois. 
De leur couple, naît une fille, Mathilde (ou Mahaut).
En 1169, Archambaud le Jeune lègue des rentes à Estivareilles aux moines de la Chapelle-Aude, par testament, pour le salut de son âme, et en réparation de certains excès commis par lui dans le cloître de la Chapelle-Aude, qu'il avait envahi avec une troupe de gens étrangers et exécrables.
Il meurt le 26 juillet 1169, avant son père, ne pouvant ainsi pas lui succéder à la tête de la seigneurie de Bourbon qui revient à sa fille unique.
Après le décès d'Archambaud, sa veuve épouse Eudes de Déols, puis de nouveau veuve quelques années plus tard, elle finit ses jours à l'abbaye de Fontevraud.